# لويس هيكتور لورو
لويس هيكتور لورو (بالفرنسية: Louis Hector Leroux)‏ هو رسام فرنسي، ولد في 27 ديسمبر 1829 في فردان في فرنسا، وتوفي في 11 نوفمبر 1900 في أنجيه في فرنسا.